# Whakarewarewa

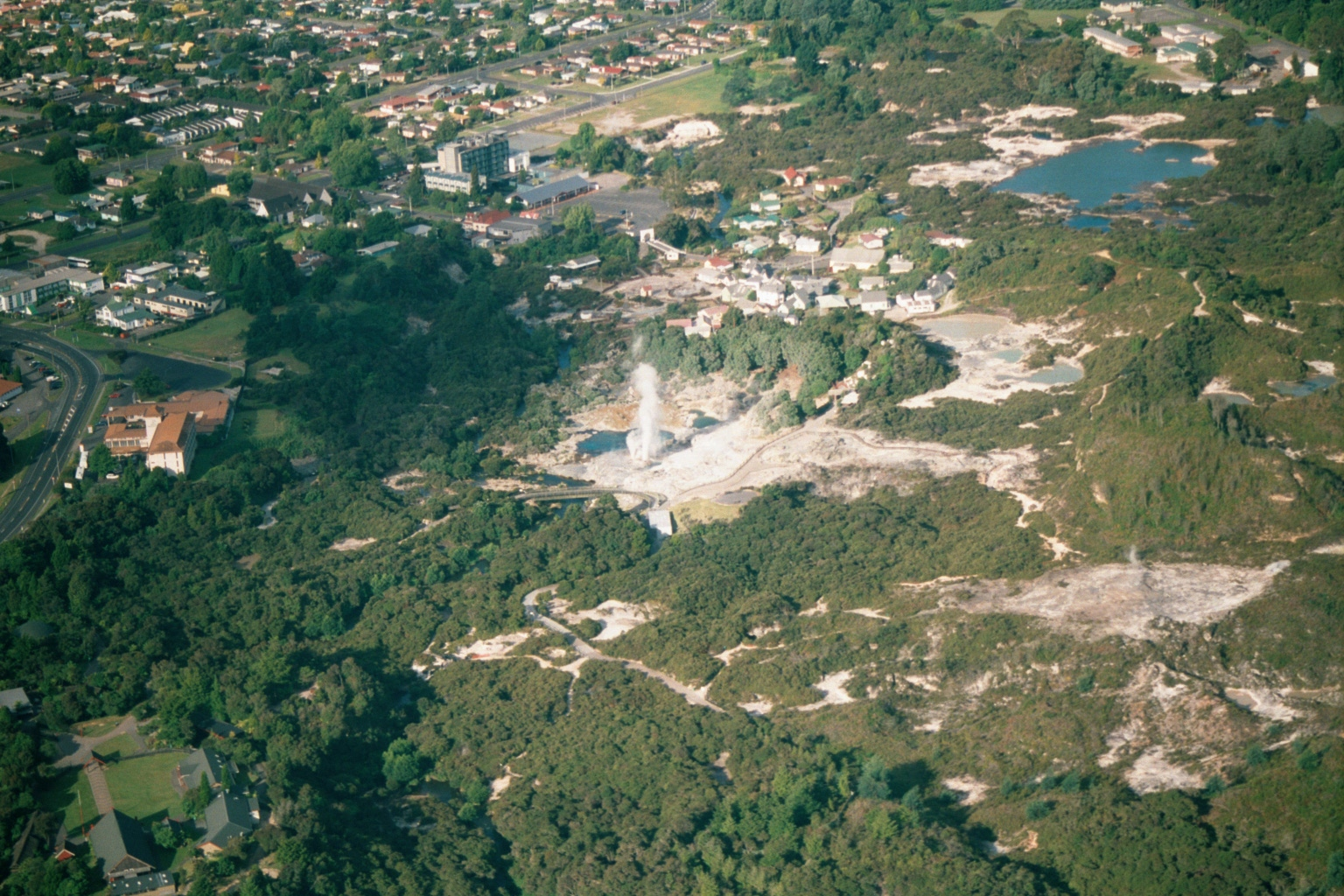
Luftaufnahme von Whakarewarewa mit gerade ausbrechendem Pohutu-Geysir

Whakarewarewa ist ein Geothermalfeld und gleichzeitig eine Maorigemeinde im  Stadtgebiet von Rotorua in Neuseeland. Der vollständige Name lautet Te Whakarewarewatanga O Te Ope Taua A Wahiao, was Der Versammlungsplatz für die Kriegszüge von Wahiao bedeutet und von Einheimischen oft als Whaka abgekürzt  wird.
Das Gelände wird vom Stamm der Tuhourangi\Ngati Wahiao als eine der bekanntesten touristischen Sehenswürdigkeiten im Raum Rotorua betrieben  und kann gegen Eintritt besichtigt werden. Whakarewarewa liegt am Ufer des Puarenga Stream und ist das größte Geysirfeld Neuseelands.

## Geysire und Seen

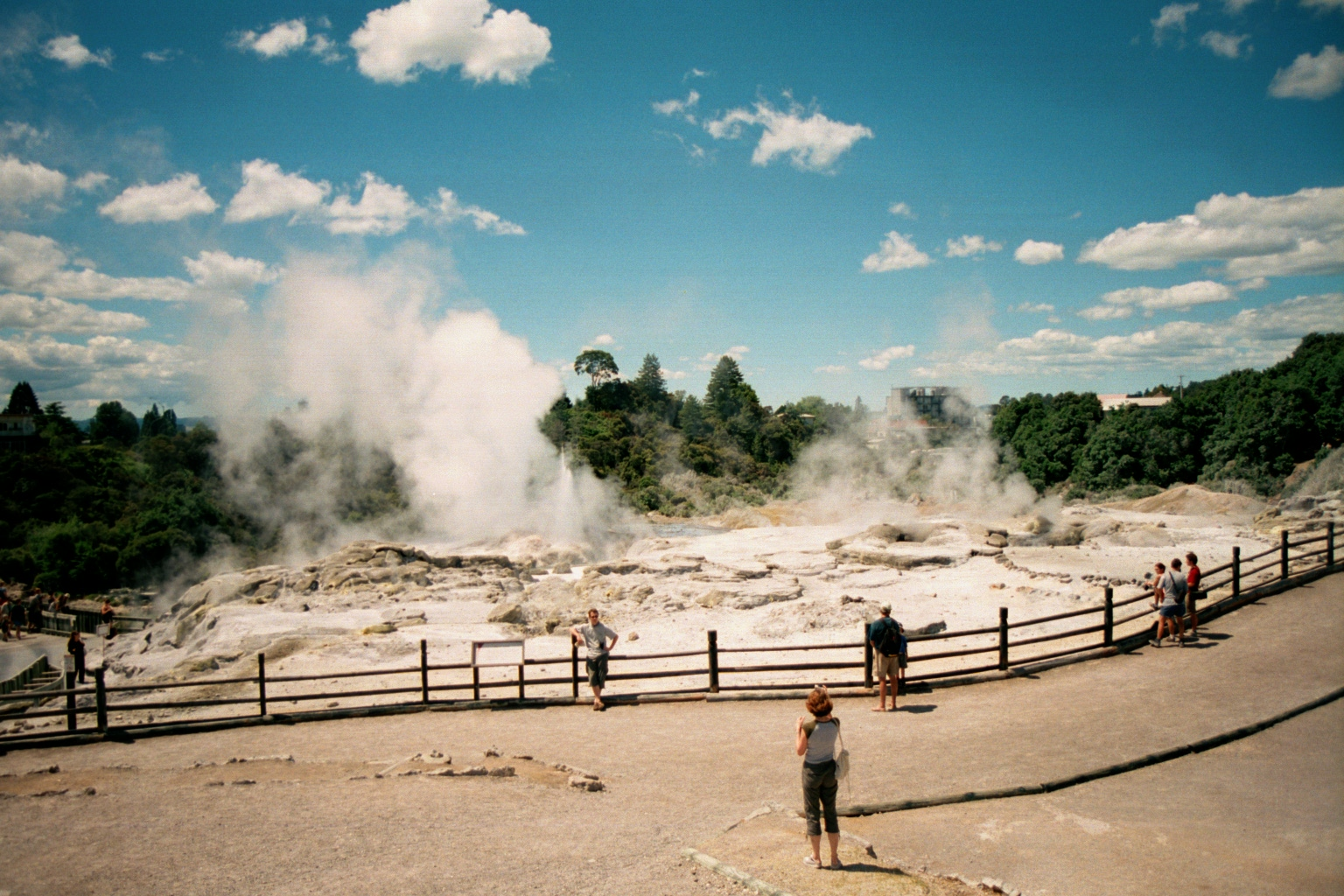
Geyser Flat

Das Gebiet besteht aus etwa 500 Austrittsöffnungen, die meisten davon Thermalquellen mit alkalischem, chloridhaltigem Wasser oder Schlammtöpfe und mindestens 65 Geysiren, von denen sieben derzeit aktiv sind.
In den 1980er Jahren wurde ein Rückgang der Aktivitäten an den Geysiren festgestellt. Man führte dies auf hunderte Bohrlöcher zurück, die die geothermalen Ressourcen der Region für Heizzwecke und Thermalbäder anzapften. 1986 ordnete die Regierung die Schließung aller Bohrlöcher im Umkreis von 1500 m an. In den beiden Folgejahren wurden 106 Brunnen in diesem Umkreis geschlossen, weitere 120 Bohrungen in weiterem  Umkreis wurden wegen einer abschreckenden Gebührenregelung von den Eigentümern aufgegeben. Als Resultat erholte sich die Geysiraktivität und erreichte wieder den Stand von 1970.
Die meisten der derzeit aktiven Geysire in Whakarewarewa liegen auf einer kleinen Ebene, der Geyser Flat, auf einer gemeinsamen Verwerfung. Sie bilden ein komplexes System sich gegenseitig beeinflussender Geysire.

### Pohuto-Geysir
Der bekannteste der Geysire des Gebietes bricht etwa stündlich aus und schleudert Wasser bis zu 30 m hoch, meist aber deutlich weniger.

### Kereru-Geysir

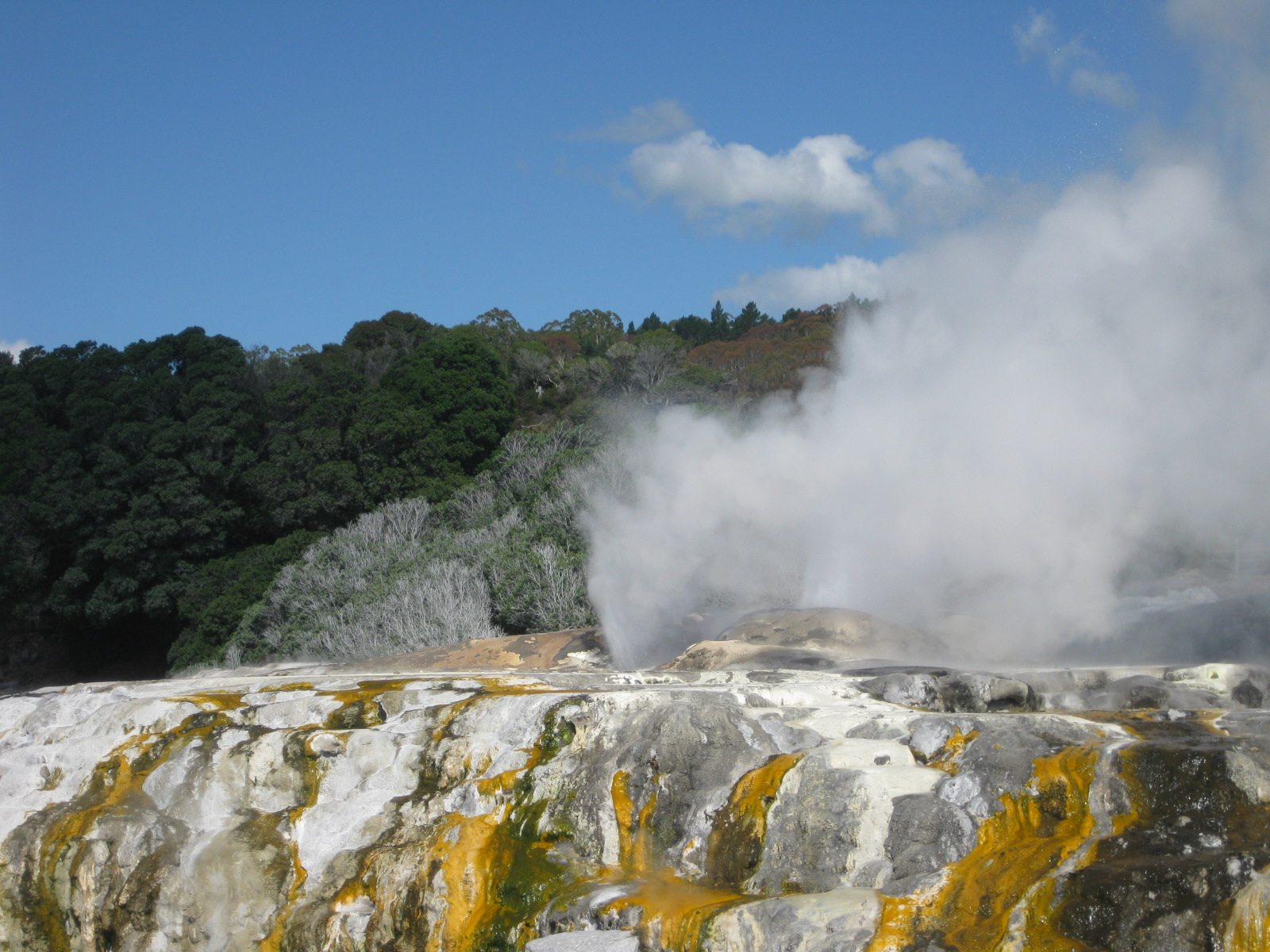
Prince of Wales Feathers-Geysir

Der Kereru-Geysir, etwa 2 m oberhalb des Puarenga Stream, liegt am oberen Ende einer kleinen schwarzen Sinterschürze und bricht in Abständen von einigen Tagen oder Wochen in einem bis zu 15 m hohen Fächer aus. Zwischen 1972 und 1988 gab es keine größeren Ausbrüche. Die Erholung danach steht offensichtlich in Verbindung  zur Schließung der Brunnen um das Gelände ab 1987. Der Geysir ist möglicherweise unabhängig von den anderen auf der gleichen Verwerfung.

### Prince of Wales Feathers-Geysir
Der Prince of Wales Feathers-Geysir befindet sich zusammen mit dem Pohutu-Geysir, dem Te-Horu-Geysir und dem Waikorohihi-Geysir auf einem Sinterplateau etwa 6 m über  dem Fluss.  Der Prince of Wales Feathers-Geysir ist der nächste Nachbar des Pohutu und bricht stets vor diesem aus. Ein schwacher Strahl verstärkt sich zu einer bis 9 m hohen, schrägen  Säule wenn der Pohutu ausbricht.  Manchmal beginnt auch der Waikorohihi-Geysir mit einem  ungleichmäßigen, 5 m hohen Strahl, dann folgt der Prince of Wales Feathers, später der Pohutu.

### Te-Horu-Geysir

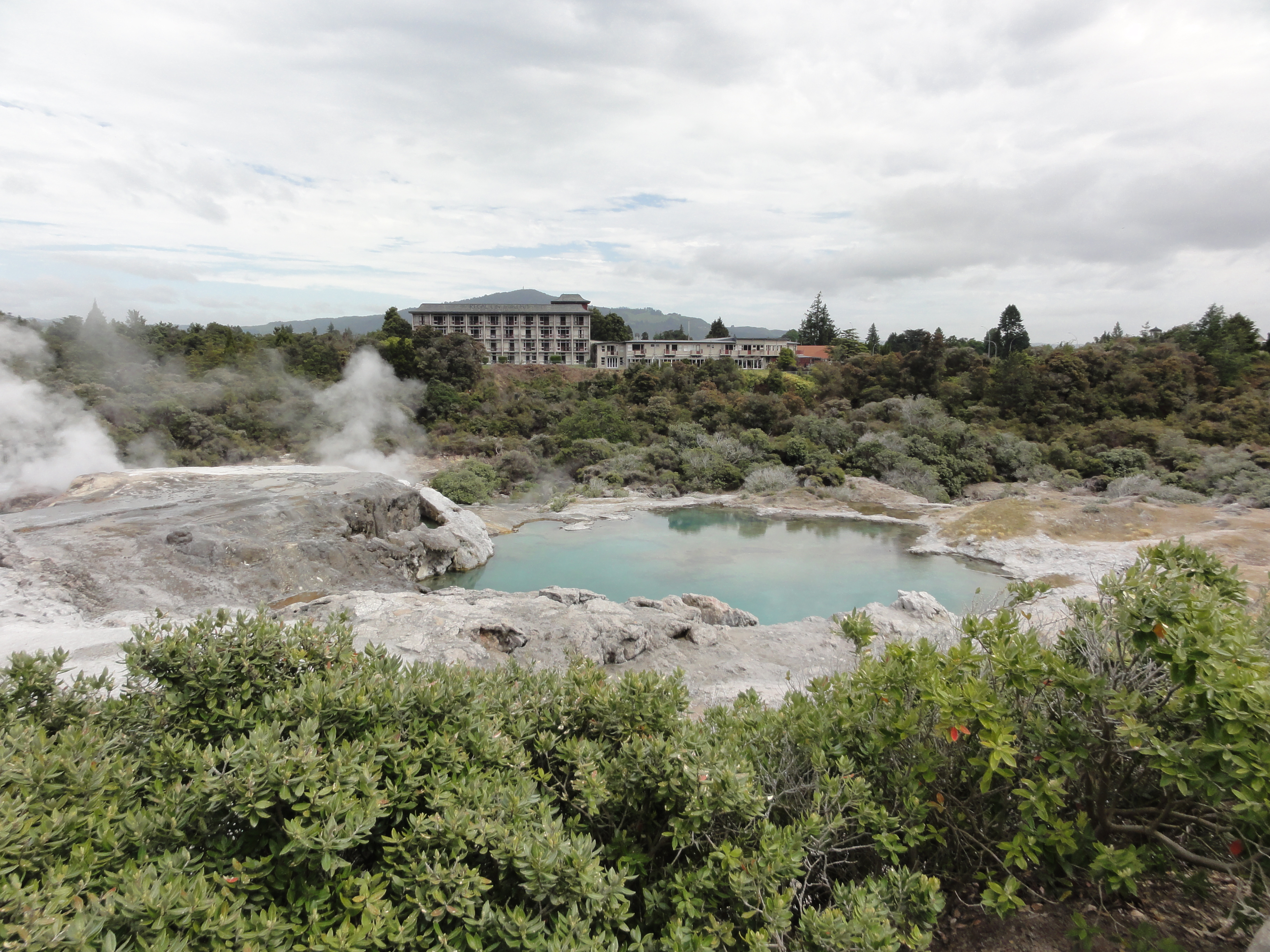
Blue Pool

Bis 1972 brach dieser Geysir 10 bis 15 mal in einer Höhe von 2 bis 7 m aus, danach hörten sie auf und das Wasser im Schlot kühlte sich ab. 1998 begann das Wasser wieder aus dem Schlot auszutreten. Zwischen dem Te Horu und dem Pohutu besteht eine Beziehung: große Teile des in der Luft abgekühlten Wassers des Pohutu fallen in den Schlot des Te Horu. Dies könnte die Meinung bestätigen, dass der Pohutu bei Südwind aktiver ist, wenn das meiste Wasser der Eruptionen nach Norden geweht wird, während nördlicher Wind viel kühles Wasser in das System einbringt und die nächste Eruption verzögert.

### Mahanga-Geysir
Der Mahanga-Geysir, auch Boxing Glove („Boxhandschuh“) ist ein alter Geysir, von dem bis 1961 kein Ausbruch aufgezeichnet ist. Seine 3–4,5 m hohe Säule erscheint ziemlich unabhängig von seinem Nachbarn Waikorohihi.

### Wairoa-Geysir

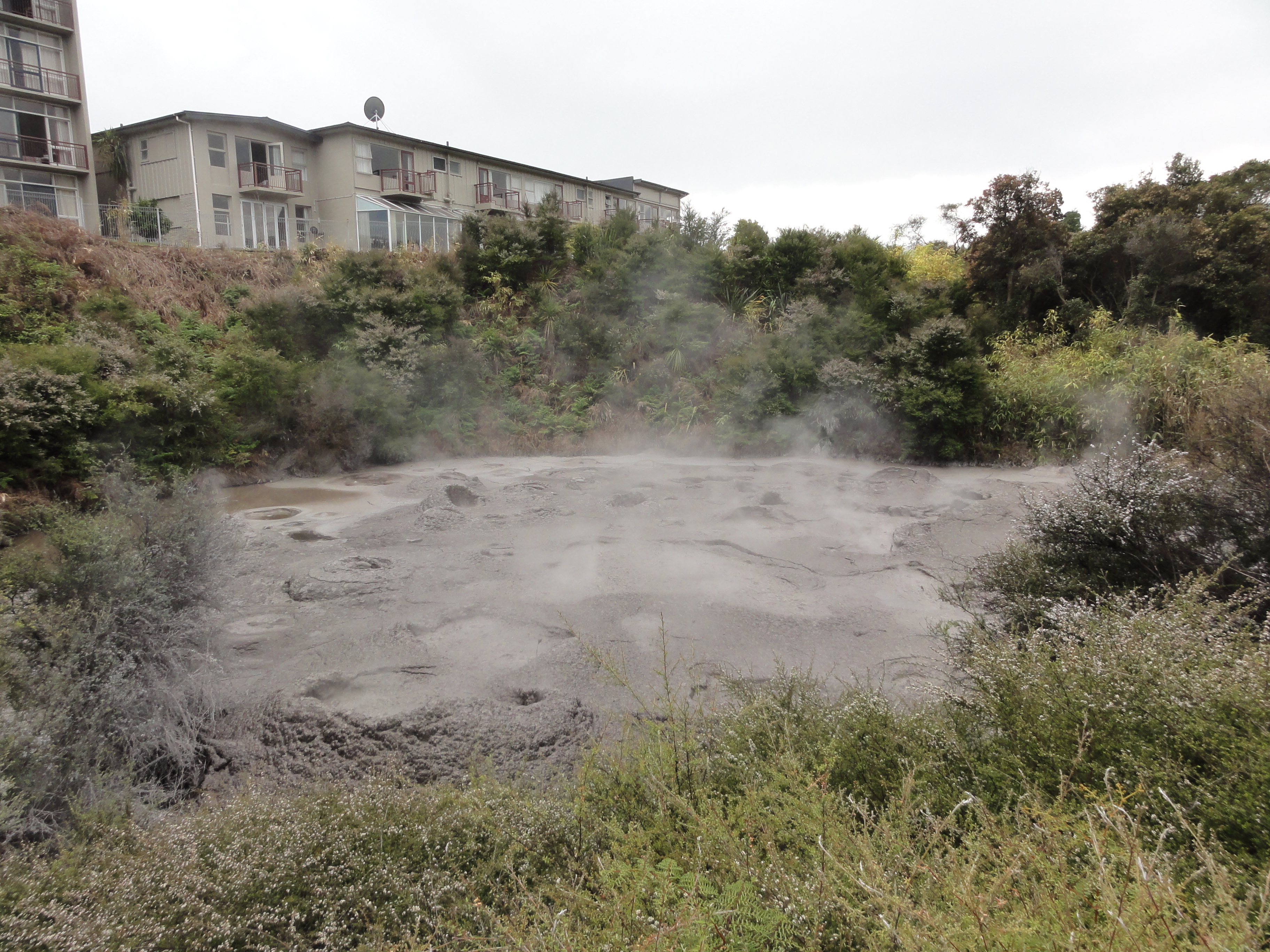
Ngamokaiakoko-Schlammtopf

Der Wairoa soll früher bis 60 m Höhe erreicht haben. Er brach zuletzt im Dezember 1940 aus, danach fiel sein Wasserstand auf 4,5 m unter den Überlauf und das Wasser wurde sauer.  Anfang 1996 stieg das Wasser auf 3,2 m unter dem Überlauf und kocht seitdem kräftig.

### Waikite Geysir
Der Geysir befindet sich unterhalb der Geyser Flat auf dem Gipfel eines Sinterhügels 260 m südlich des Pohutu. Er brach zuletzt im März 1967 aus, danach blieb der 8,5 m tiefe Schlot trocken und stieß nur wenig Dampf aus. Im Juni 1996 füllte sich der Schlot plötzlich bis auf 2,3 m unter dem Überlauf mit kochendem Wasser. In  der Vergangenheit neigte der Waikite nach längeren starken Regenfällen zu Ausbrüchen.

### Papakura-Geysir
Der Papakura-Geysir ist ein weiterer ruhender Geysir. Er brach zuletzt im März 1979 aus, nachdem er 90 Jahre mit drei kurzen Unterbrechungen tätig war. Das Ausbleiben der Eruptionen des Papakura war der direkte Anlass für das Programm zur Überwachung der geothermalen Aktivitäten in Rotorua im Jahr 1981. Im Oktober 1997 erwärmte sich das Wasser im Schlot auf 60 °C und wurde wieder klar und alkalisch.

### Blue Pool

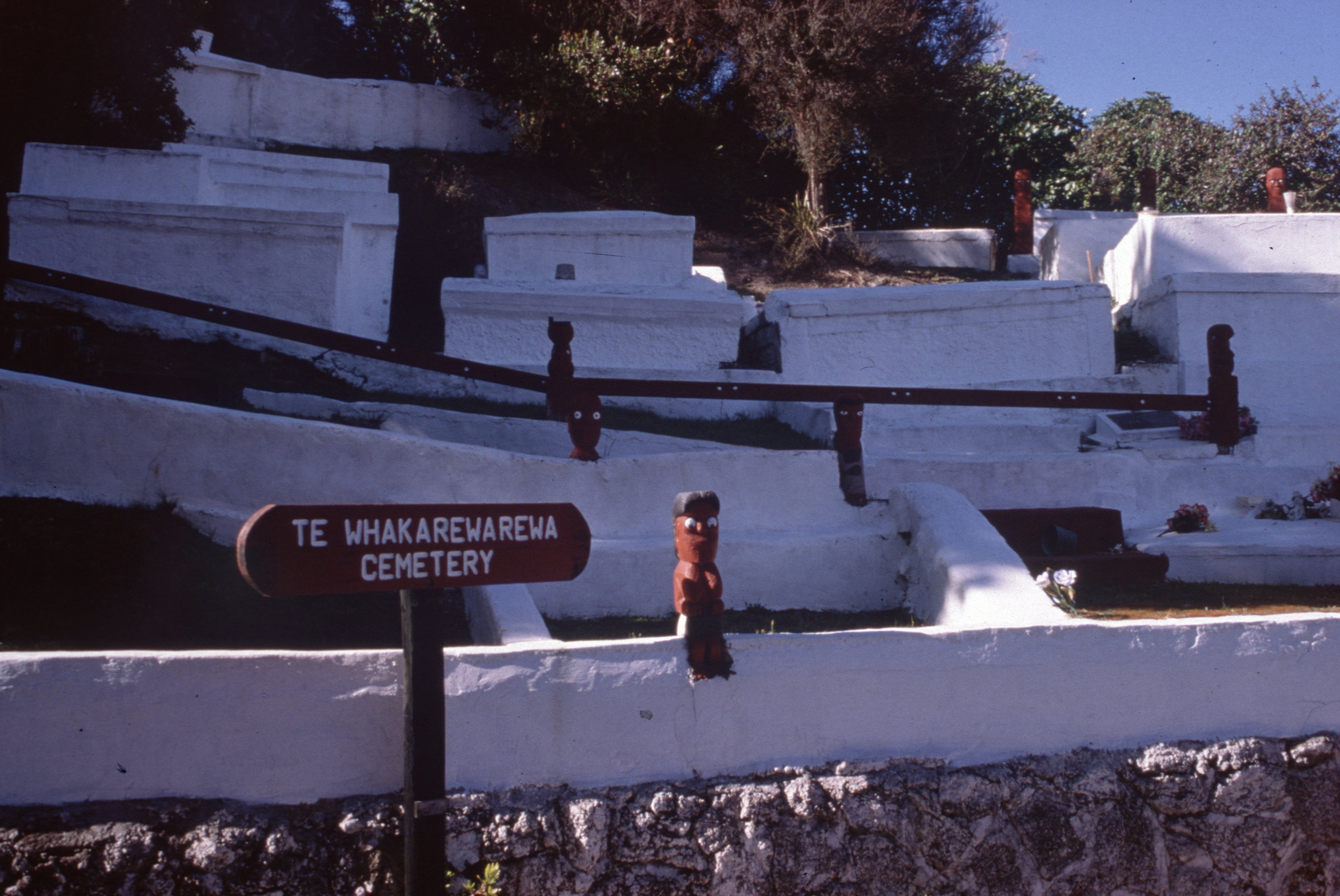
Māori-Friedhof

Der Blue Pool oder Bluey ist ein wegen seiner blauen Farbe so benannter Thermalsee mit stark alkalischem Wasser bei 30–50 °C Wassertemperatur. Der früher als Badesee genutzte See sammelt von den Geysiren ausgestoßenes Wasser und fließt unterirdisch in den Puarenga Stream ab. An der Nord- und Westseite befinden sich versinterte Stümpfe von Manukabäumen.

### Schlammtöpfe
Auf dem Gelände befinden sich neben den Thermalquellen und Geysiren zahlreiche Schlammtöpfe.

## Friedhof
Auf dem Gelände befindet sich auf einer Anhöhe ein nicht öffentlich zugänglicher  Friedhof der Māori.  Da der Boden wegen seiner Temperatur nicht für Bestattungen geeignet ist, werden die Toten oberirdisch in gemauerten Grabmalen beigesetzt.

## Pā

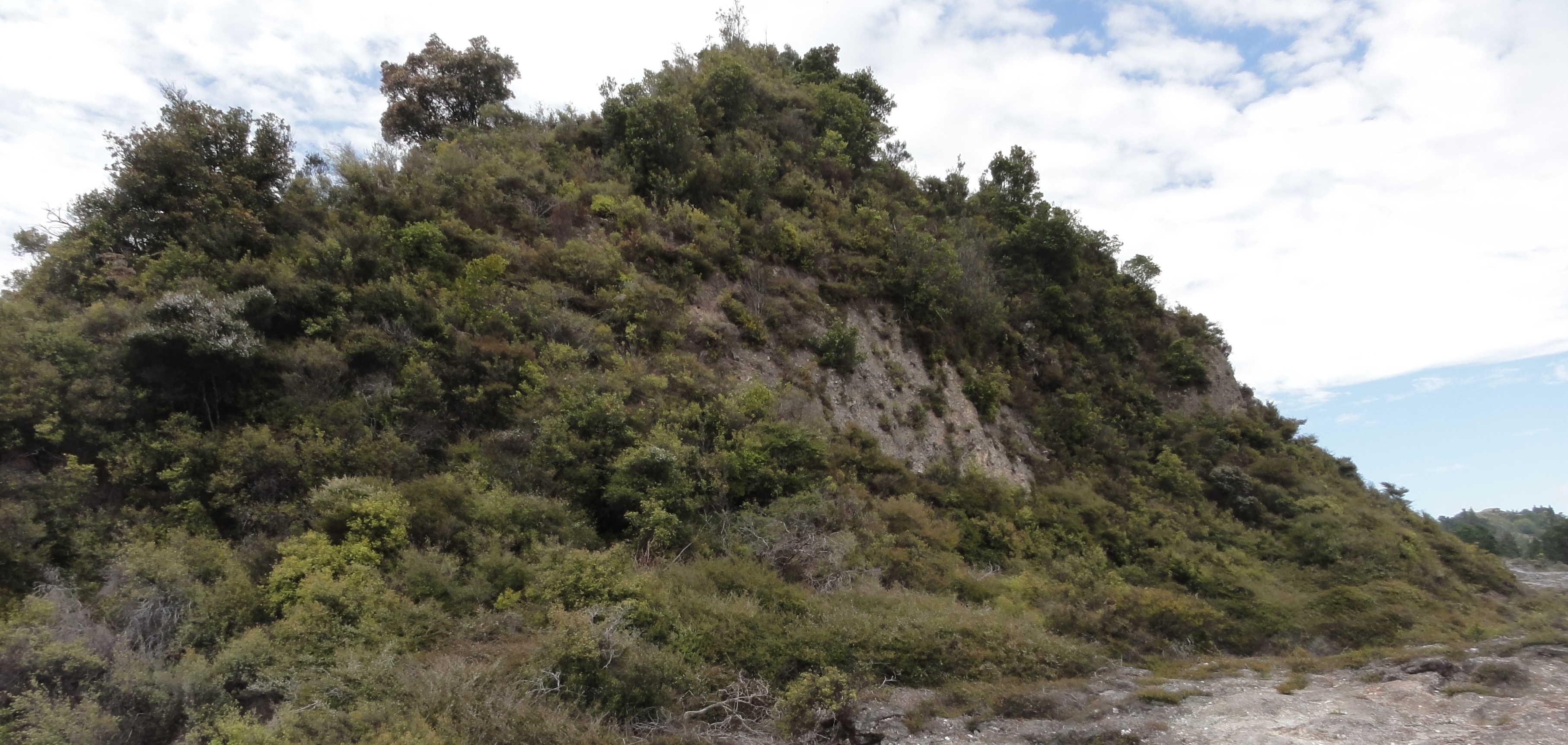
Ehemaliger Standort des Pā Te Puia

Seit 1325 stand auf einem Hügel mit steil abfallenden Flanken der von Holzpalisaden umgebene Māori-Pā Te Puia. Er war Teil des Verteidigungssystems der Te Arawa, das sein Zentrum auf der Insel Mokoia Island im Lake Rotorua hatte.

## Te Heketanga a Rangi
Im Eingangsbereich des Geländes wurde ein modernes Bauwerk geschaffen, in dem in kreisförmiger  Anordnung Schnitzereien angebracht sind, die Götter der Māori verkörpern. In der Mitte befindet sich in einem kleinen Wasserbecken ein großer Stein aus Pounamu (Jade), der beim Verlassen des Geländes berührt wird.

## Marae

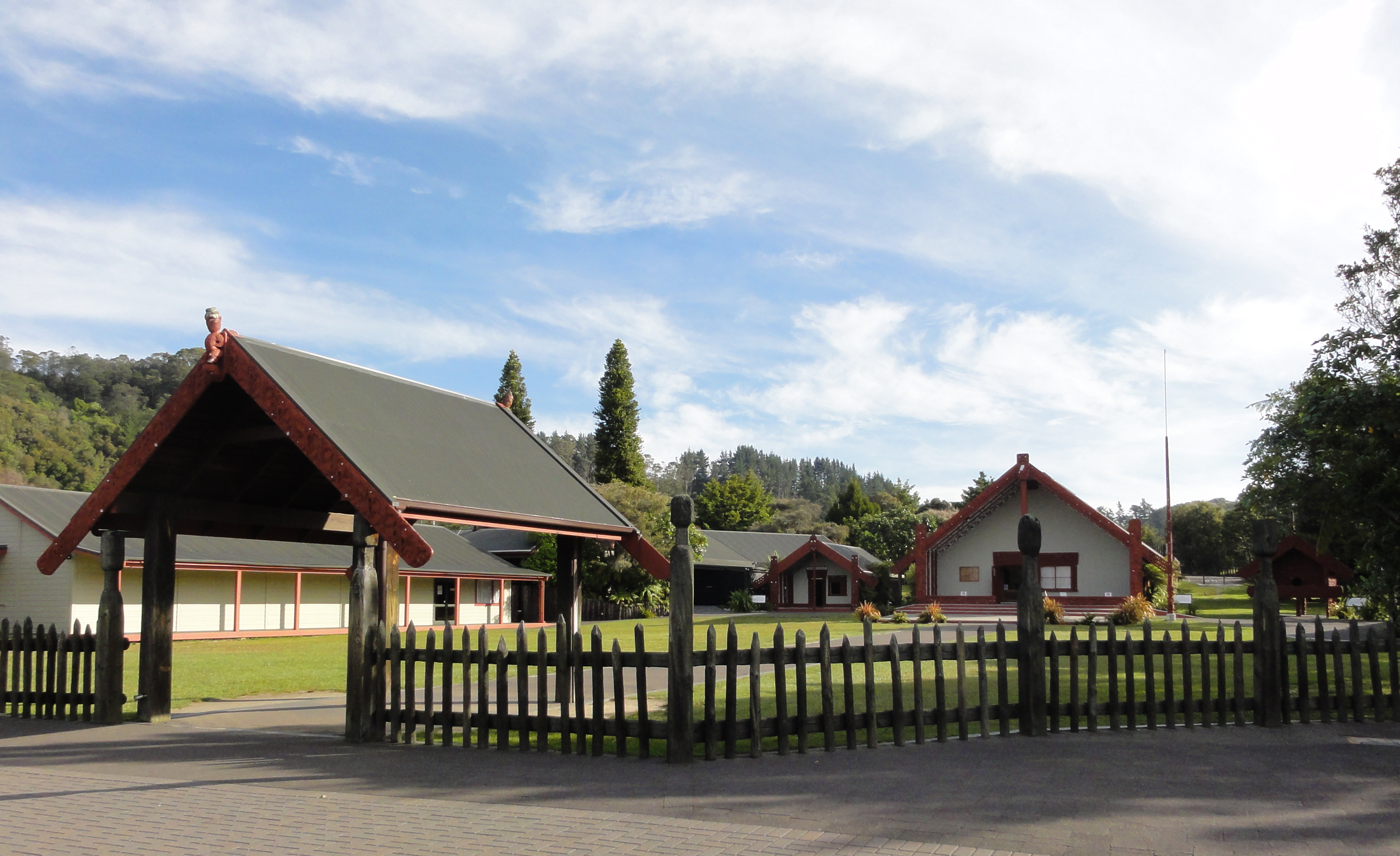
Marae mit Versammlungshaus

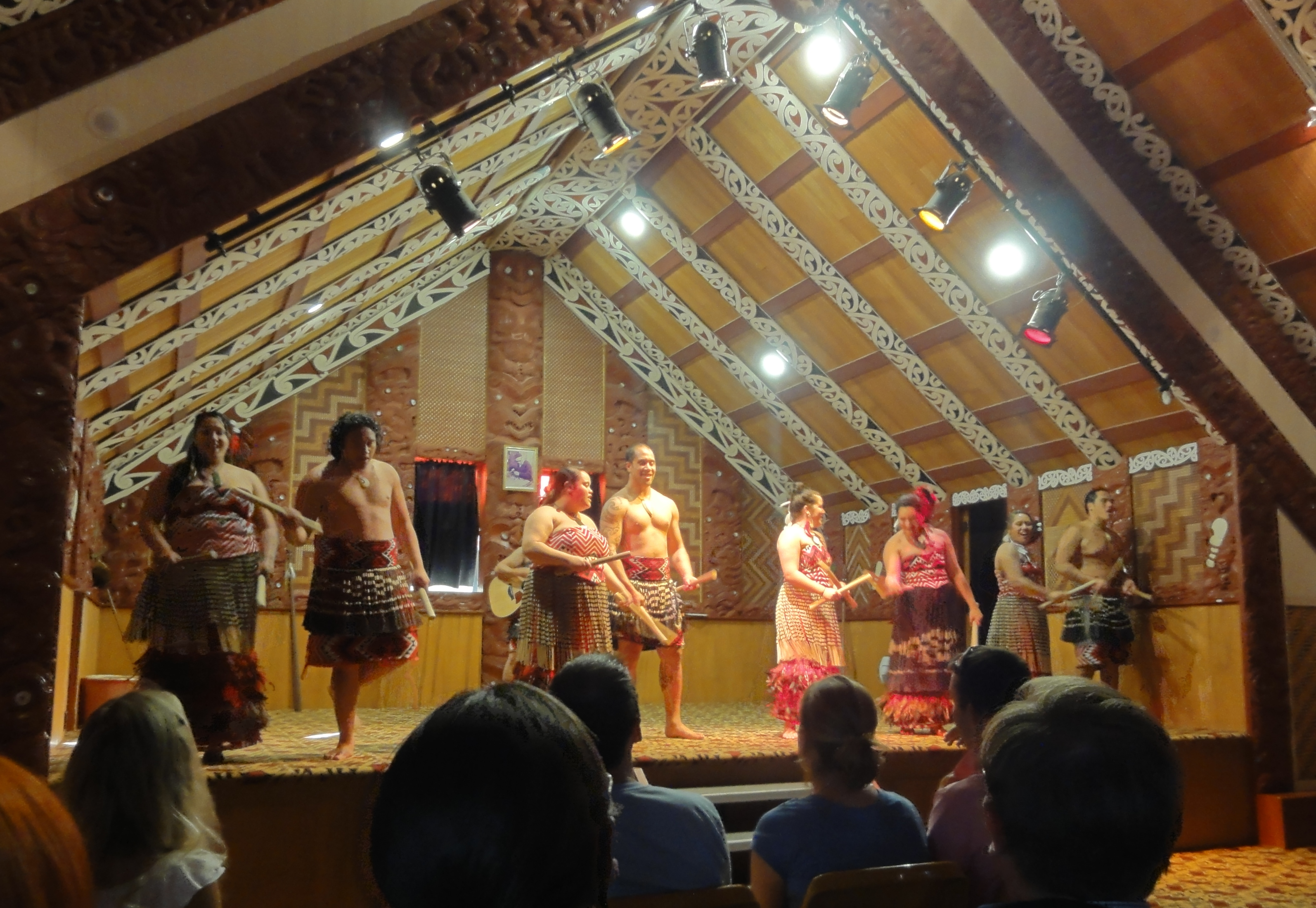
Tanzvorführung im Versammlungshaus

Auf dem Gelände befindet sich das Rotowhio-Marae mit dem Versammlungshaus Te Aranui a Rua. Sie werden neben ihrer Rolle als Versammlungsort des Stammes touristisch genutzt. Täglich finden nach einer traditionellen Begrüßungszeremonie im Versammlungshaus Vorführungen von Haka und Poi statt, an denen auch die Besucher beteiligt werden.  Anschließend findet in einem angrenzenden Restaurant ein Dinner mit Essen aus dem Hāngī statt, gefolgt von einer Besichtigung des Geothermalfeldes.

## Weitere Einrichtungen

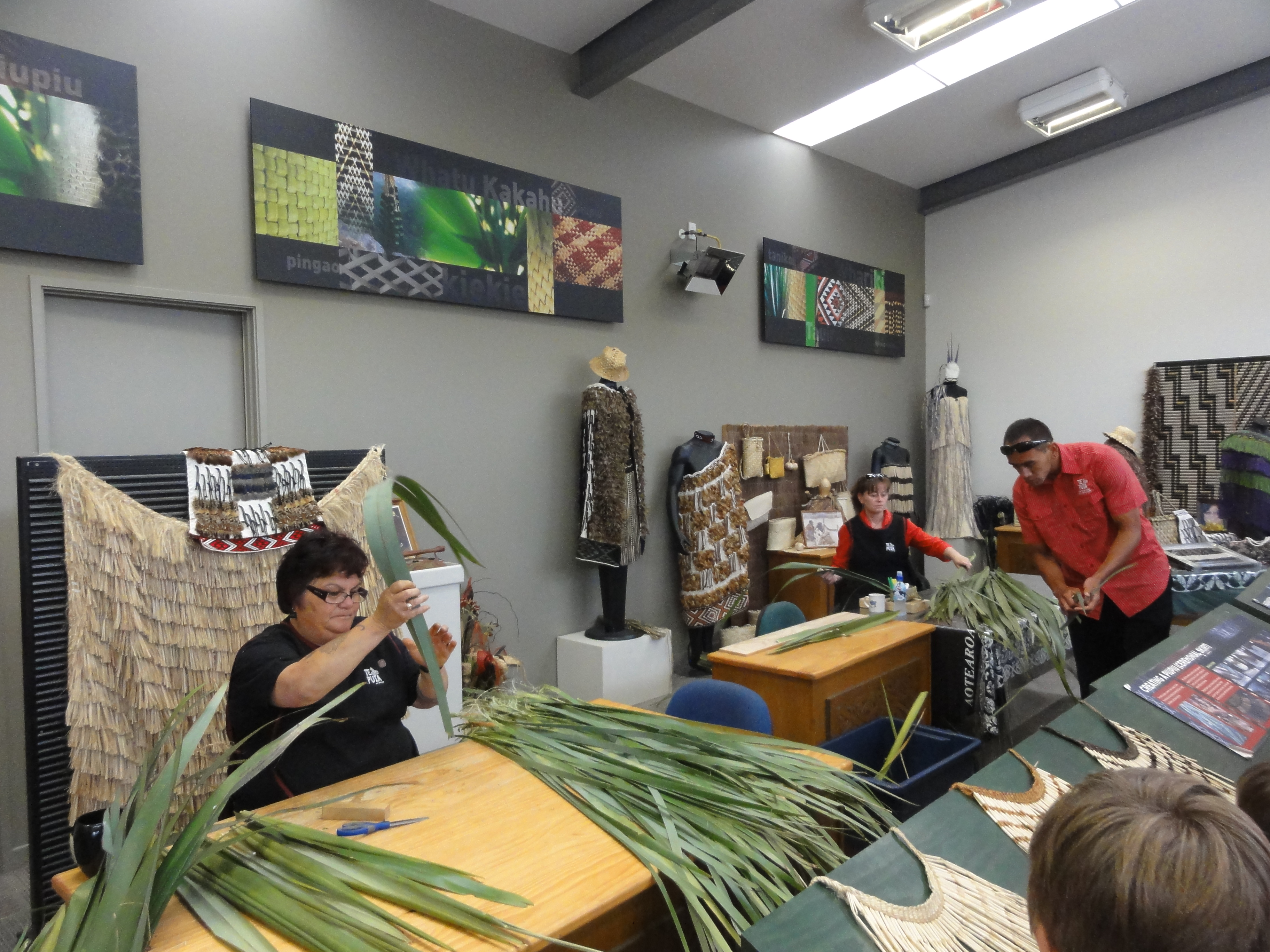
Webschule

Auf dem Gelände befinden sich in gegenüber liegenden Gebäuden die einzige Schnitzschule und Webschule der Māori.
Ein Nachbau eines Māoridorfes mit Hütten, Vorratshaus und einem Hāngī und ein Nachthaus, in dem man Kiwis beobachten kann, sind ebenfalls vorhanden.
Es werden auch Rundfahrten auf dem Gelände mit einem Motorzug angeboten.